# 岡村秀典
岡村秀典（おかむら ひでのり、1957年 - ）は、日本の考古学者。専門は中国考古学。公益財団法人黒川古文化研究所所長。学位は文学博士（京都大学・論文博士・2005年）（学位論文「中国古代王権と祭祀」）。京都大学人文科学研究所教授を経て、京都大学名誉教授。

## 経歴
奈良市生まれ。大阪教育大学附属高校天王寺校舎卒業、1980年京都大学文学部史学科考古学専攻卒業、1985年同大学院博士後期課程中退、京都大学文学部助手、九州大学文学部助教授を経て、京都大学人文科学研究所助教授、2005年教授。同年「中国古代王権と祭祀」で京都大学より文学博士の学位を取得。2000年に濱田青陵賞受賞。2019年に立命館白川静記念東洋文字文化賞（第13回）教育普及賞部門を受賞。

## 著書
- 『三角縁神獣鏡の時代』吉川弘文館〈歴史文化ライブラリー〉1999年、オンデマンド版2017年
- 『夏王朝 王権誕生の考古学』講談社 2003年／講談社学術文庫 2007年
- 『中国古代王権と祭祀』学生社 2005年
- 『中国文明農業と礼制の考古学』京都大学学術出版会〈学術選書〉2008年
- 『鏡が語る古代史』岩波書店〈岩波新書〉2017年
- 『雲岡石窟の考古学　遊牧国家の巨石仏をさぐる』臨川書店 2017年。京大人文研東方学叢書
- 『東アジア古代の車社会史』臨川書店 2021年

## 共編
- 世界美術大全集 東洋編 第1巻 先史・殷・周 高濱秀共編、小学館 2000.9
- 国家形成の比較研究 前川和也共編、学生社 2005.5 （京都大学人文科学研究所共同研究報告）
- 雲岡石窟 山西省北部における新石器・秦漢・北魏・遼金時代の考古学的研究遺物篇、朋友書店 2006.2（同人文科学研究所研究報告）[2]

## 翻訳
- 巌窟蔵鏡 梁上椿 田中琢共訳 同朋舎出版 1989.12

## 社会的活動
（出典
- 現在 - 東方学会学術委員
- 2016年6月 - 現在 東方学会評議員
- 2009年6月 - 2024年6月 史学研究会理事
- 1994年 史学研究会評議員